# Lindsay Pagano
Lindsay Pagano,(Filadélfia, 22 de julho de 1986) é uma cantora americana, que ficou famosa pelo seu single Everinthing U R, que foi a música tema,para o seriado Os Pesadelos de Molly. Em 2003, a cantora assinou com a Warner Brothers Records. Ela já cantou com Hallee Blee, Dream Street e Aaron Carter, durante vários meses. Ela também teve a honra de cantar para o governador da Califórnia, junto com os Backstreet Boys.

## Começo da Fama
O Single Everinthing U R ,foi o single que revelou seu talento como cantora em 2001,o single fez tanto sucesso que foi o single de abertura da série Maybe It's Me.Logo,também apareceu no O Que Há de Novo, Scooby-Doo?, no episódio Riva Ras Vegas,originalmente exibido no Cartoon Network em 09 de Maio de 2003.Ela Cantou três Músicas.Em 2002,ela ficou conhecida como a AOL Girl devido a suas canções serem sempre escolhidos,para comerciais Americanos.
Além disso,Lindsay foi escolhida para representar a Reebok. Lindsay disse em uma entrevista em 2004,com o Vainquer Teens Magazine que ela iria gravar seu segundo álbum de estúdio,a partir de 2005,mais nada foi confirmado.
- Lindsay foi uma das primeiras artistas em The Matrix,um produtor musical,porém ela saiu em 2006,pois a empresa foi fechada.

- Lindsay tem descendência Italiana e Judeu.Ela reside na Filadélfia.

## American Idol
Em agosto de 2007,foi criada para ela uma audição para o American Idol. Ela ganhou um papel no programa da Fox, Bom Dia Filadélfia,eliminando centenas de concorrentes e ficando em primeiro lugar.Quando ela recebeu,o seu passe "Fast",os produtores de baixo nível do espetáculo não concordava com os fãs da Filadélfia.

## De Volta à Fama
Depois de sair do mundo da Música,ela decidiu em 2008 voltar à sua paixão pela Música, ela voltará a carreira depois de tanto tempo,fora do negócio da Música.Seus vídeos no YouTube tem quase 100 mil acessos e crescimento em sua popularidade, e está voltando ao sucesso musical,que teve em 2001. Ela escreveu novas músicas que poder ser ouvidos,em seu site www.lindsaypaganomusic.com. Seu novo single, I Gotta Stop, mostra que a garota que fez sucesso com Everinthing U R,voltou. O Seu novo single
está gerando um enorme "buzz" nas rádios gringas e na Internet.

## Discografia
- Lindsay Pagano TBA    (2009)

```
  1. I Gotta Stop
  2. Three Wishes
  3. You Have No Right
  4. I Go Down
  5. What Did I Do
```

- Love & Faith & Inspiration (2001)

```
  1. Everything U R
  2. Love & Faith & Inspiration
  3. Cryin' Shame
  4. Romeo
  5. Dreams Like This
  6. Amazing High
  7. It Doesn't Get Any Better
  8. Burning In Me
  9. Number One (With A Bullet)
 10. So Bad (Featuring 
Paul McCartney
)
 11. Love & Faith & Inspiration (Reprise)
```

- Everything U R (2001)

```
  1. "Everything U R"
  2. "Everything U R" (Philly Mix)
  3. "Burning In Me"
```